# Victor Fayod
Victor Fayod (Ollon, 23 de noviembre de 1860–Bex, 28 de abril de 1900) fue un micólogo suizo. Se le atribuye la primera descripción de la seta Cystoderma amianthinum. Estudió en Lausana y en Zúrich.
Fayod trabajó primero con Heinrich Anton de Bary (1831–1888) en Estrasburgo del 1881 a 1882. También ayudó al bacteriólogo francés André Chantemesse (1851–1919) en París. El trabajo de Fayod se centró principalmente en los Hymenomycetes; él describió la formación de la gota de líquido previa a la liberación de la espora en los basidiomicetos.

## Otras publicaciones
- 1889. Prodrome d’une histoire naturelle des Agaricinées. Ann. des Scie. Naturelles Bot. Série 7 9: 181-411, tab.
- 2010. Beitrag Zur Kenntnis Niederer Myxomyceten (1883). Reimpreso por Kessinger Publ. 20 pp. ISBN 1-161-02335-6, ISNM 9781161023350

## Taxones epónimos
- Fayodia